# Waterstofleiding
Een waterstofleiding is een type leiding ontworpen om waterstof te transporteren.
Bij het ontwerp van een waterstofleiding dient men rekening te houden met de hoge druk die ontstaat door de compressie van het gas tot een vloeistof. Ook dient men er rekening mee te houden dat waterstof een metaal bros kan maken. Het waterstofatoom kan via diffusieprocessen door het materiaal heen recombineren met een ander atoom, waardoor er extra druk vanuit het materiaal zelf wordt opgebouwd. Hierdoor wordt het materiaal bros; een brosse breuk dient voorkomen te worden.

## Gebruikte materialen
Materialen die goede eigenschappen hebben om de leiding uit te maken zijn composietmaterialen.